# PKP-Baureihe SM30
Die Lokomotiven der Baureihe SM30 der Polnischen Staatsbahnen (PKP) waren die ersten Diesellokomotiven im Land und für den Rangierdienst gebaut. Von dieser Baureihe wurden mehr als eintausend Exemplare gebaut. Eine größere Anzahl von Lokomotiven ging unter der Bezeichnung Ls300 an Industriebahnen.
Unter der Bezeichnung SP 30 entwickelte Fablok in Chrzanów durch Umbau ab 1979 eine Variante für die Beförderung von Reisezügen.
Einige wenige Lokomotiven der Reihen sind noch in Betrieb, drei Maschinen in Eisenbahnmuseen erhalten.

## Geschichte
Die Entwicklung der Lokomotiven begann Mitte der 1950er Jahre. 1957 fertigte Fablok in Chrzanów den ersten Prototyp. Zwischen 1957 und 1970 entstanden weitere 908 Exemplare, wovon die PKP 303 Lokomotiven übernahm. Der Rest ging unter der Bezeichnung Ls 300 an Industriebahnen.
Die erste dieselelektrische Lokomotive Polens wurde besonders im Verschiebedienst eingesetzt. Es gab jedoch bald Planungen, die Lok mit ihrer Leistung auch für leichte Personenzüge zu verwenden.

### Umbau zur SP30
Versuchsweise wurde 1974 die SM30-232 für Personenzugbetrieb umgebaut. Dieser Umbau erforderte lediglich die Änderung der elektrischen Ausrüstung. Um Züge mit maximal drei zweiachsigen Wagen zu beheizen, wurde der Heizstrom mit einer Spannung von 500 V direkt vom Hauptgenerator abgezweigt. Zwischen 1974 und 1977 wurden weitere 108 Lokomotiven umgebaut, die ihre alten Ordnungsnummern behielten. Diese standen bis zum Ende der 1980er Jahre im Einsatz und wurden danach wieder zurückgebaut.

### Verbleib
Einige wenige Lokomotiven sind zum Stand 2022 noch vorhanden. Die SM30-006 ist im Eisenbahnmuseum Kościerzyna, die SM30-039 im Eisenbahnmuseum Krzeszowice und die SM30-211 im Eisenbahnmuseum Chabowka erhalten.

## Konstruktion
Die vierachsige Drehgestell-Lokomotive hat zwei unterschiedliche Vorbauten und einen einfachen Aufbau. Im vorderen langen Vorbau befindet sich die Maschinenanlage, bestehend aus dem Dieselmotor und dem Hauptgenerator, im hinteren kürzeren Vorbau die Batterie und Anlagen zur Fahrzeugsteuerung. Viele Bauteile der Loks konnten aus anderen Bereichen der Fahrzeugindustrie integriert werden. Zunächst hatten die Lokomotiven einen Motor für Panzer mit der Bezeichnung Wola V-300 erhalten, die später gelieferten Fahrzeuge den Motor mit der Bezeichnung 2DVSa-350. Bei späteren Modernisierungen wurden einige Fahrzeuge mit den Motor 16H12A von Henschel ausgestattet.
Der Hauptgenerator war eine Gleichstrommaschine, der den Strom für die vier Fahrmotoren lieferte. Die Motoren wurden auch im Straßenbahnbau verwendet.